# The Unforgettable Fire (singolo)
The Unforgettable Fire è un brano musicale degli U2, estratto come secondo singolo dall'album omonimo del 1984. La canzone è stata ispirata da una mostra d'arte dallo stesso nome che commemorava le vittime dei Bombardamenti atomici di Hiroshima e Nagasaki, tenutasi presso il "The Peace Museum" (Museo della Pace) di Chicago. La canzone rappresenta la terza hit del gruppo nella top ten inglese, dove raggiunse la sesta posizione. Il brano figura la partecipazione del jazzista irlandese Noel Kelehan.

## Formazione

### U2
- Bono - voce
- The Edge - chitarra, tastiere, cori
- Adam Clayton - basso
- Larry Mullen Jr. - batteria

### Altri musicisti
- Noel Kelehan - arrangiamento archi

## Tracce

### 7": Island / IS220
1. The Unforgettable Fire - 4:56
2. A Sort of Homecoming (Live from Wembley) - 4:06

### 7": Island / K-9561
1. The Unforgettable Fire - 4:56
2. MLK (Album Version) - 2:32

### 2x7": Island / ISD220
1. The Unforgettable Fire - 4:56
2. A Sort of Homecoming (Live from Wembley) - 4:06
3. Love Comes Tumbling - 4:45
4. The Three Sunrises - 3:52
5. Sixty Seconds in Kingdom Come - 3:15

### 12": Island / 12IS220
1. The Three Sunrises - 3:52
2. The Unforgettable Fire - 4:56
3. A Sort of Homecoming (Live from Wembley) - 4:06
4. Love Comes Tumbling - 4:45
5. Bass Trap - 5:17

### 12": Island / L18002
1. The Three Sunrises - 3:52
2. The Unforgettable Fire - 4:56
3. A Sort of Homecoming (Live from Wembley Different Mix) - 4:06
4. Love Comes Tumbling (Alternate Vocal) - 4:37
5. Bass Trap - 5:17